# Дружба (Винницкая область)
Дружба (укр. Дружба) — село на Украине, находится в Мурованокуриловецком районе Винницкой области.
Код КОАТУУ — 0522885902. Население по переписи 2023 года составляет 528 человек. Почтовый индекс — 23407. Телефонный код — 4356. Занимает площадь 2,026 км².

## Религия
В селе действует Вознесенский храм Мурованокуриловецкого благочиния Могилёв-Подольской епархии Украинской православной церкви.

## Адрес местного совета
23406, Винницкая область, Мурованокуриловецкий р-н, с. Раздоловка, ул. Ленина, 32